# Copa Santa Fe Femenina 2024
La Copa Santa Fe Femenina 2024 fue la cuarta edición de esa competición oficial, organizada por la Federación Santafesina de Fútbol, en la que participan los equipos de la provincia de Santa Fe de los campeonatos femeninos del fútbol argentino junto con los representantes de las ligas regionales de la provincia.
Consagró campeón al Club Atlético Unión de Santa Fe, club afiliado a la Liga Santafesina de Fútbol y participante de la Primera División B, que logró de esta manera su tercer título.

## Sistema de disputa
Los 32 equipos participantes disputaron una serie de eliminatorias a ida y vuelta, hasta consagrar al campeón. El torneo estuvo compuesto por cinco etapas: dieciseisavos, octavos, cuartos, semifinales y final. Si la serie finalizó empatada en el global, se definió por penales.
|                                     |                                     | Equipos que entran en esta fase       | Equipos que provienen de la fase anterior                |
| ----------------------------------- | ----------------------------------- | ------------------------------------- | -------------------------------------------------------- |
| Dieciseisavos de final (32 equipos) | Dieciseisavos de final (32 equipos) | - 32 equipos de las ligas regionales. |                                                          |
| Octavos de final (16 equipos)       | Octavos de final (16 equipos)       |                                       | - 16 equipos clasificados de los dieciseisavos de final. |
| Cuartos de final (8 equipos)        | Cuartos de final (8 equipos)        |                                       | - 8 equipos clasificados de los octavos de final.        |
| Semifinales (4 equipos)             | Semifinales (4 equipos)             |                                       | - 4 equipos clasificados de los cuartos de final.        |
| Final (2 equipos)                   | Final (2 equipos)                   |                                       | - 2 equipos clasificados de las semifinales.             |

## Equipos participantes
| Liga                                              | Equipo                                          | Ciudad                                     | Departamento                               |                                            |                                            |                                            |
| Campeonatos femeninos del fútbol argentino        | Campeonatos femeninos del fútbol argentino      | Campeonatos femeninos del fútbol argentino | Campeonatos femeninos del fútbol argentino | Campeonatos femeninos del fútbol argentino | Campeonatos femeninos del fútbol argentino | Campeonatos femeninos del fútbol argentino |
| ------------------------------------------------- | ----------------------------------------------- | ------------------------------------------ | ------------------------------------------ | ------------------------------------------ | ------------------------------------------ | ------------------------------------------ |
| Primera División A 1.ª categoría Sin equipos      |                                                 |                                            |                                            |                                            |                                            |                                            |
| Primera División B 2.ª categoría 2 equipos        | Atlético de Rafaela Unión                       | Rafaela Santa Fe                           | Castellanos La Capital                     |                                            |                                            |                                            |
| Primera División C 3.ª categoría Sin equipos      |                                                 |                                            |                                            |                                            |                                            |                                            |
| Ligas regionales de Santa Fe                      |                                                 |                                            |                                            |                                            |                                            |                                            |
| Asociación Rosarina de Fútbol 2 equipos           | ADIUR Social Lux                                | Rosario                                    | Rosario                                    |                                            |                                            |                                            |
| Liga Cañadense de Fútbol 2 equipos                | Defensores de Armstrong Defensores de Sportsman | Armstrong Roldán                           | Iriondo San Lorenzo                        |                                            |                                            |                                            |
| Liga Casildense de Fútbol 2 equipos               | Alumni Aprendices Casildenses                   | Casilda                                    | Caseros                                    |                                            |                                            |                                            |
| Liga de Fútbol Regional del Sud Sin equipos       |                                                 |                                            |                                            |                                            |                                            |                                            |
| Liga Departamental de Fútbol San Martín 2 equipos | Unión San Pedro Americano                       | Cañada Rosquín Carlos Pellegrini           | San Martín                                 |                                            |                                            |                                            |
| Liga Deportiva del Sur 2 equipos                  | Los Andes Argentino                             | Alcorta Firmat                             | Constitución General López                 |                                            |                                            |                                            |
| Liga Esperancina de Fútbol 2 equipos              | Juventud Argentino                              | Esperanza San Carlos Centro                | Las Colonias                               |                                            |                                            |                                            |
| Liga Galvense de Fútbol 2 equipos                 | Polideportivo José Arijón Santa Paula           | Desvío Arijón Gálvez                       | San Jerónimo                               |                                            |                                            |                                            |
| Liga Interprovincial de Fútbol 1 equipo           | Independiente                                   | Chañar Ladeado                             | Caseros                                    |                                            |                                            |                                            |
| Liga Ocampense de Fútbol 2 equipos                | Tiro Federal Racing El Campesino                | Las Toscas Villa Ocampo                    | General Obligado                           |                                            |                                            |                                            |
| Liga Rafaelina de Fútbol 1 equipo                 | Libertad                                        | Sunchales                                  | Castellanos                                |                                            |                                            |                                            |
| Liga Reconquistense de Fútbol 2 equipos           | Defensores de La Costa Adelante Reconquista     | Avellaneda Reconquista                     | General Obligado                           |                                            |                                            |                                            |
| Liga Regional Ceresina de Fútbol 1 equipo         | Atlético Selva                                  | Selva (SdE)                                | Rivadavia (SdE)                            |                                            |                                            |                                            |
| Liga Regional Paivense de Fútbol 1 equipo         | San Martín                                      | Monte Vera                                 | La Capital                                 |                                            |                                            |                                            |
| Liga Regional Sanlorencina de Fútbol 2 equipos    | Santa Catalina Defensores de Barrio Vila        | Capitán Bermúdez San Lorenzo               | San Lorenzo                                |                                            |                                            |                                            |
| Liga Regional Totorense de Fútbol 1 equipo        | Totoras Juniors                                 | Totoras                                    | Iriondo                                    |                                            |                                            |                                            |
| Liga Santafesina de Fútbol 1 equipo               | La Salle Jobson                                 | Santa Fe                                   | La Capital                                 |                                            |                                            |                                            |
| Liga Venadense de Fútbol 2 equipos                | Centenario Sportivo Rivadavia                   | Venado Tuerto                              | General López                              |                                            |                                            |                                            |
| Liga Verense de Fútbol 2 equipos                  | Carlos Gardel Gimnasia                          | Calchaquí Vera                             | Vera                                       |                                            |                                            |                                            |

## Fase eliminatoria

### Cuadro de desarrollo
|  | Dieciseisavos de final    | Dieciseisavos de final    | Dieciseisavos de final    | Dieciseisavos de final    |   |                         | Octavos de final          | Octavos de final          | Octavos de final          | Octavos de final          |  |                         | Cuartos de final  | Cuartos de final  | Cuartos de final  | Cuartos de final  |  |                     | Semifinales       | Semifinales       | Semifinales       | Semifinales       |  |                  | Final                | Final                | Final                | Final                |  |
|  | 29 de mayo al 16 de junio | 29 de mayo al 16 de junio | 29 de mayo al 16 de junio | 29 de mayo al 16 de junio |   |                         | 17 de junio al 6 de julio | 17 de junio al 6 de julio | 17 de junio al 6 de julio | 17 de junio al 6 de julio |  |                         | 13 al 21 de julio | 13 al 21 de julio | 13 al 21 de julio | 13 al 21 de julio |  |                     | 4 al 25 de agosto | 4 al 25 de agosto | 4 al 25 de agosto | 4 al 25 de agosto |  |                  | 1 y 15 de septiembre | 1 y 15 de septiembre | 1 y 15 de septiembre | 1 y 15 de septiembre |  |
|  |                           |                           |                           |                           |   |                         |                           |                           |                           |                           |  |                         |                   |                   |                   |                   |  |                     |                   |                   |                   |                   |  |                  |                      |                      |                      |                      |  |
|  |                           |                           |                           |                           |   |                         |                           |                           |                           |                           |  |                         |                   |                   |                   |                   |  |                     |                   |                   |                   |                   |  |                  |                      |                      |                      |                      |  |
|  | Poli. José Arijón         | 3                         | 3                         | 6                         |   |                         |                           |                           |                           |                           |  |                         |                   |                   |                   |                   |  |                     |                   |                   |                   |                   |  |                  |                      |                      |                      |                      |  |
|  | Poli. José Arijón         | 3                         | 3                         | 6                         |   |                         |                           |                           |                           |                           |  |                         |                   |                   |                   |                   |  |                     |                   |                   |                   |                   |  |                  |                      |                      |                      |                      |  |
|  | Santa Paula (G)           | 0                         | 0                         | 0                         |   |                         |                           |                           |                           |                           |  |                         |                   |                   |                   |                   |  |                     |                   |                   |                   |                   |  |                  |                      |                      |                      |                      |  |
|  | Santa Paula (G)           | 0                         | 0                         | 0                         |   | Poli. José Arijón       | 0                         | 0                         | 0                         |                           |  |                         |                   |                   |                   |                   |  |                     |                   |                   |                   |                   |  |                  |                      |                      |                      |                      |  |
|  |                           |                           |                           |                           |   | Poli. José Arijón       | 0                         | 0                         | 0                         |                           |  |                         |                   |                   |                   |                   |  |                     |                   |                   |                   |                   |  |                  |                      |                      |                      |                      |  |
|  |                           |                           | Argentino (SC)            | 1                         | 1 | 2                       |                           |                           |                           |                           |  |                         |                   |                   |                   |                   |  |                     |                   |                   |                   |                   |  |                  |                      |                      |                      |                      |  |
|  | Juventud (Esperanza)      | 0                         | Argentino (SC)            | 1                         | 1 | 2                       | 0                         | 0 (1)                     |                           |                           |  |                         |                   |                   |                   |                   |  |                     |                   |                   |                   |                   |  |                  |                      |                      |                      |                      |  |
|  | Juventud (Esperanza)      | 0                         |                           |                           |   |                         |                           |                           |                           |                           |  |                         |                   |                   |                   |                   |  |                     |                   |                   |                   |                   |  |                  |                      |                      |                      |                      |  |
|  | Argentino (SC) (p.)       | 0                         | 0                         | 0 (3)                     |   |                         |                           |                           |                           |                           |  |                         |                   |                   |                   |                   |  |                     |                   |                   |                   |                   |  |                  |                      |                      |                      |                      |  |
|  | Argentino (SC) (p.)       | 0                         | 0                         | 0 (3)                     |   |                         |                           |                           |                           |                           |  | Argentino (SC)          | 1                 | 1                 | 2                 |                   |  |                     |                   |                   |                   |                   |  |                  |                      |                      |                      |                      |  |
|  |                           |                           |                           |                           |   |                         |                           |                           |                           |                           |  | Argentino (SC)          | 1                 | 1                 | 2                 |                   |  |                     |                   |                   |                   |                   |  |                  |                      |                      |                      |                      |  |
|  |                           |                           | Atlético de Rafaela       | 7                         | 5 | 12                      |                           |                           |                           |                           |  |                         |                   |                   |                   |                   |  |                     |                   |                   |                   |                   |  |                  |                      |                      |                      |                      |  |
|  | Atlético Selva            | 1                         | Atlético de Rafaela       | 7                         | 5 | 12                      | 2                         | 3                         |                           |                           |  |                         |                   |                   |                   |                   |  |                     |                   |                   |                   |                   |  |                  |                      |                      |                      |                      |  |
|  | Atlético Selva            | 1                         |                           |                           |   |                         |                           |                           |                           |                           |  |                         |                   |                   |                   |                   |  |                     |                   |                   |                   |                   |  |                  |                      |                      |                      |                      |  |
|  | Atlético de Rafaela       | 4                         | 6                         | 10                        |   |                         |                           |                           |                           |                           |  |                         |                   |                   |                   |                   |  |                     |                   |                   |                   |                   |  |                  |                      |                      |                      |                      |  |
|  | Atlético de Rafaela       | 4                         | 6                         | 10                        |   | Atlético de Rafaela     | 4                         | 3                         | 7                         |                           |  |                         |                   |                   |                   |                   |  |                     |                   |                   |                   |                   |  |                  |                      |                      |                      |                      |  |
|  |                           |                           |                           |                           |   | Atlético de Rafaela     | 4                         | 3                         | 7                         |                           |  |                         |                   |                   |                   |                   |  |                     |                   |                   |                   |                   |  |                  |                      |                      |                      |                      |  |
|  |                           |                           | Libertad (Sunchales)      | 1                         | 0 | 1                       |                           |                           |                           |                           |  |                         |                   |                   |                   |                   |  |                     |                   |                   |                   |                   |  |                  |                      |                      |                      |                      |  |
|  | Libertad (Sunchales)      | 1                         | Libertad (Sunchales)      | 1                         | 0 | 1                       | 4                         | 5                         |                           |                           |  |                         |                   |                   |                   |                   |  |                     |                   |                   |                   |                   |  |                  |                      |                      |                      |                      |  |
|  | Libertad (Sunchales)      | 1                         |                           |                           |   |                         |                           |                           |                           |                           |  |                         |                   |                   |                   |                   |  |                     |                   |                   |                   |                   |  |                  |                      |                      |                      |                      |  |
|  | San Martín (MV)           | 0                         | 0                         | 0                         |   |                         |                           |                           |                           |                           |  |                         |                   |                   |                   |                   |  |                     |                   |                   |                   |                   |  |                  |                      |                      |                      |                      |  |
|  | San Martín (MV)           | 0                         | 0                         | 0                         |   |                         |                           |                           |                           |                           |  |                         |                   |                   |                   |                   |  | Atlético de Rafaela | 1                 | 0                 | 1                 |                   |  |                  |                      |                      |                      |                      |  |
|  |                           |                           |                           |                           |   |                         |                           |                           |                           |                           |  |                         |                   |                   |                   |                   |  | Atlético de Rafaela | 1                 | 0                 | 1                 |                   |  |                  |                      |                      |                      |                      |  |
|  |                           |                           | Unión (Santa Fe)          | 1                         | 1 | 2                       |                           |                           |                           |                           |  |                         |                   |                   |                   |                   |  |                     |                   |                   |                   |                   |  |                  |                      |                      |                      |                      |  |
|  | Adelante Reconquista      | 1                         | Unión (Santa Fe)          | 1                         | 1 | 2                       | 1                         | 2                         |                           |                           |  |                         |                   |                   |                   |                   |  |                     |                   |                   |                   |                   |  |                  |                      |                      |                      |                      |  |
|  | Adelante Reconquista      | 1                         |                           |                           |   |                         |                           |                           |                           |                           |  |                         |                   |                   |                   |                   |  |                     |                   |                   |                   |                   |  |                  |                      |                      |                      |                      |  |
|  | Defensores de La Costa    | 0                         | 3                         | 3                         |   |                         |                           |                           |                           |                           |  |                         |                   |                   |                   |                   |  |                     |                   |                   |                   |                   |  |                  |                      |                      |                      |                      |  |
|  | Defensores de La Costa    | 0                         | 3                         | 3                         |   | Defensores de La Costa  | 1                         | 5                         | 6                         |                           |  |                         |                   |                   |                   |                   |  |                     |                   |                   |                   |                   |  |                  |                      |                      |                      |                      |  |
|  |                           |                           |                           |                           |   | Defensores de La Costa  | 1                         | 5                         | 6                         |                           |  |                         |                   |                   |                   |                   |  |                     |                   |                   |                   |                   |  |                  |                      |                      |                      |                      |  |
|  |                           |                           | Racing El Campesino       | 1                         | 1 | 2                       |                           |                           |                           |                           |  |                         |                   |                   |                   |                   |  |                     |                   |                   |                   |                   |  |                  |                      |                      |                      |                      |  |
|  | Tiro Federal (LT)         | 0                         | Racing El Campesino       | 1                         | 1 | 2                       | 0                         | 0                         |                           |                           |  |                         |                   |                   |                   |                   |  |                     |                   |                   |                   |                   |  |                  |                      |                      |                      |                      |  |
|  | Tiro Federal (LT)         | 0                         |                           |                           |   |                         |                           |                           |                           |                           |  |                         |                   |                   |                   |                   |  |                     |                   |                   |                   |                   |  |                  |                      |                      |                      |                      |  |
|  | Racing El Campesino       | 1                         | 1                         | 2                         |   |                         |                           |                           |                           |                           |  |                         |                   |                   |                   |                   |  |                     |                   |                   |                   |                   |  |                  |                      |                      |                      |                      |  |
|  | Racing El Campesino       | 1                         | 1                         | 2                         |   |                         |                           |                           |                           |                           |  | Defensores de La Costa  | 1                 | 2                 | 3                 |                   |  |                     |                   |                   |                   |                   |  |                  |                      |                      |                      |                      |  |
|  |                           |                           |                           |                           |   |                         |                           |                           |                           |                           |  | Defensores de La Costa  | 1                 | 2                 | 3                 |                   |  |                     |                   |                   |                   |                   |  |                  |                      |                      |                      |                      |  |
|  |                           |                           | Unión (Santa Fe)          | 2                         | 2 | 4                       |                           |                           |                           |                           |  |                         |                   |                   |                   |                   |  |                     |                   |                   |                   |                   |  |                  |                      |                      |                      |                      |  |
|  | Gimnasia (Vera)           | 1                         | Unión (Santa Fe)          | 2                         | 2 | 4                       | 3                         | 4                         |                           |                           |  |                         |                   |                   |                   |                   |  |                     |                   |                   |                   |                   |  |                  |                      |                      |                      |                      |  |
|  | Gimnasia (Vera)           | 1                         |                           |                           |   |                         |                           |                           |                           |                           |  |                         |                   |                   |                   |                   |  |                     |                   |                   |                   |                   |  |                  |                      |                      |                      |                      |  |
|  | Carlos Gardel (C)         | 2                         | 1                         | 3                         |   |                         |                           |                           |                           |                           |  |                         |                   |                   |                   |                   |  |                     |                   |                   |                   |                   |  |                  |                      |                      |                      |                      |  |
|  | Carlos Gardel (C)         | 2                         | 1                         | 3                         |   | Gimnasia (Vera)         | 0                         | 0                         | 0                         |                           |  |                         |                   |                   |                   |                   |  |                     |                   |                   |                   |                   |  |                  |                      |                      |                      |                      |  |
|  |                           |                           |                           |                           |   | Gimnasia (Vera)         | 0                         | 0                         | 0                         |                           |  |                         |                   |                   |                   |                   |  |                     |                   |                   |                   |                   |  |                  |                      |                      |                      |                      |  |
|  |                           |                           | Unión (Santa Fe)          | 6                         | 4 | 10                      |                           |                           |                           |                           |  |                         |                   |                   |                   |                   |  |                     |                   |                   |                   |                   |  |                  |                      |                      |                      |                      |  |
|  | Unión (Santa Fe)          | 3                         | Unión (Santa Fe)          | 6                         | 4 | 10                      | 2                         | 5                         |                           |                           |  |                         |                   |                   |                   |                   |  |                     |                   |                   |                   |                   |  |                  |                      |                      |                      |                      |  |
|  | Unión (Santa Fe)          | 3                         |                           |                           |   |                         |                           |                           |                           |                           |  |                         |                   |                   |                   |                   |  |                     |                   |                   |                   |                   |  |                  |                      |                      |                      |                      |  |
|  | La Salle Jobson           | 1                         | 2                         | 3                         |   |                         |                           |                           |                           |                           |  |                         |                   |                   |                   |                   |  |                     |                   |                   |                   |                   |  |                  |                      |                      |                      |                      |  |
|  | La Salle Jobson           | 1                         | 2                         | 3                         |   |                         |                           |                           |                           |                           |  |                         |                   |                   |                   |                   |  |                     |                   |                   |                   |                   |  | Unión (Santa Fe) | 1                    | 6                    | 7                    |                      |  |
|  |                           |                           |                           |                           |   |                         |                           |                           |                           |                           |  |                         |                   |                   |                   |                   |  |                     |                   |                   |                   |                   |  | Unión (Santa Fe) | 1                    | 6                    | 7                    |                      |  |
|  |                           |                           | ADIUR                     | 3                         | 1 | 4                       |                           |                           |                           |                           |  |                         |                   |                   |                   |                   |  |                     |                   |                   |                   |                   |  |                  |                      |                      |                      |                      |  |
|  | Defensores de Armstrong   | 1                         | ADIUR                     | 3                         | 1 | 4                       | 2                         | 3                         |                           |                           |  |                         |                   |                   |                   |                   |  |                     |                   |                   |                   |                   |  |                  |                      |                      |                      |                      |  |
|  | Defensores de Armstrong   | 1                         |                           |                           |   |                         |                           |                           |                           |                           |  |                         |                   |                   |                   |                   |  |                     |                   |                   |                   |                   |  |                  |                      |                      |                      |                      |  |
|  | Defensores de Sportsman   | 2                         | 2                         | 4                         |   |                         |                           |                           |                           |                           |  |                         |                   |                   |                   |                   |  |                     |                   |                   |                   |                   |  |                  |                      |                      |                      |                      |  |
|  | Defensores de Sportsman   | 2                         | 2                         | 4                         |   | Defensores de Sportsman | 3                         | 4                         | 7                         |                           |  |                         |                   |                   |                   |                   |  |                     |                   |                   |                   |                   |  |                  |                      |                      |                      |                      |  |
|  |                           |                           |                           |                           |   | Defensores de Sportsman | 3                         | 4                         | 7                         |                           |  |                         |                   |                   |                   |                   |  |                     |                   |                   |                   |                   |  |                  |                      |                      |                      |                      |  |
|  |                           |                           | Unión San Pedro           | 0                         | 0 | 0                       |                           |                           |                           |                           |  |                         |                   |                   |                   |                   |  |                     |                   |                   |                   |                   |  |                  |                      |                      |                      |                      |  |
|  | Americano (CP)            | 0                         | Unión San Pedro           | 0                         | 0 | 0                       | 0                         | 0                         |                           |                           |  |                         |                   |                   |                   |                   |  |                     |                   |                   |                   |                   |  |                  |                      |                      |                      |                      |  |
|  | Americano (CP)            | 0                         |                           |                           |   |                         |                           |                           |                           |                           |  |                         |                   |                   |                   |                   |  |                     |                   |                   |                   |                   |  |                  |                      |                      |                      |                      |  |
|  | Unión San Pedro           | 2                         | 4                         | 6                         |   |                         |                           |                           |                           |                           |  |                         |                   |                   |                   |                   |  |                     |                   |                   |                   |                   |  |                  |                      |                      |                      |                      |  |
|  | Unión San Pedro           | 2                         | 4                         | 6                         |   |                         |                           |                           |                           |                           |  | Defensores de Sportsman | 0                 | 2                 | 2                 |                   |  |                     |                   |                   |                   |                   |  |                  |                      |                      |                      |                      |  |
|  |                           |                           |                           |                           |   |                         |                           |                           |                           |                           |  | Defensores de Sportsman | 0                 | 2                 | 2                 |                   |  |                     |                   |                   |                   |                   |  |                  |                      |                      |                      |                      |  |
|  |                           |                           | ADIUR                     | 4                         | 4 | 8                       |                           |                           |                           |                           |  |                         |                   |                   |                   |                   |  |                     |                   |                   |                   |                   |  |                  |                      |                      |                      |                      |  |
|  | ADIUR                     | 1                         | ADIUR                     | 4                         | 4 | 8                       | 3                         | 4                         |                           |                           |  |                         |                   |                   |                   |                   |  |                     |                   |                   |                   |                   |  |                  |                      |                      |                      |                      |  |
|  | ADIUR                     | 1                         |                           |                           |   |                         |                           |                           |                           |                           |  |                         |                   |                   |                   |                   |  |                     |                   |                   |                   |                   |  |                  |                      |                      |                      |                      |  |
|  | Social Lux                | 2                         | 1                         | 3                         |   |                         |                           |                           |                           |                           |  |                         |                   |                   |                   |                   |  |                     |                   |                   |                   |                   |  |                  |                      |                      |                      |                      |  |
|  | Social Lux                | 2                         | 1                         | 3                         |   | ADIUR                   | 7                         | 10                        | 17                        |                           |  |                         |                   |                   |                   |                   |  |                     |                   |                   |                   |                   |  |                  |                      |                      |                      |                      |  |
|  |                           |                           |                           |                           |   | ADIUR                   | 7                         | 10                        | 17                        |                           |  |                         |                   |                   |                   |                   |  |                     |                   |                   |                   |                   |  |                  |                      |                      |                      |                      |  |
|  |                           |                           | Defensores de Barrio Vila | 3                         | 1 | 4                       |                           |                           |                           |                           |  |                         |                   |                   |                   |                   |  |                     |                   |                   |                   |                   |  |                  |                      |                      |                      |                      |  |
|  | Defensores de Barrio Vila | 4                         | Defensores de Barrio Vila | 3                         | 1 | 4                       | 0                         | 4                         |                           |                           |  |                         |                   |                   |                   |                   |  |                     |                   |                   |                   |                   |  |                  |                      |                      |                      |                      |  |
|  | Defensores de Barrio Vila | 4                         |                           |                           |   |                         |                           |                           |                           |                           |  |                         |                   |                   |                   |                   |  |                     |                   |                   |                   |                   |  |                  |                      |                      |                      |                      |  |
|  | Santa Catalina (CB)       | 2                         | 0                         | 2                         |   |                         |                           |                           |                           |                           |  |                         |                   |                   |                   |                   |  |                     |                   |                   |                   |                   |  |                  |                      |                      |                      |                      |  |
|  | Santa Catalina (CB)       | 2                         | 0                         | 2                         |   |                         |                           |                           |                           |                           |  |                         |                   |                   |                   |                   |  | ADIUR               | 3                 | 1                 | 4                 |                   |  |                  |                      |                      |                      |                      |  |
|  |                           |                           |                           |                           |   |                         |                           |                           |                           |                           |  |                         |                   |                   |                   |                   |  | ADIUR               | 3                 | 1                 | 4                 |                   |  |                  |                      |                      |                      |                      |  |
|  |                           |                           | Aprendices Casildenses    | 0                         | 2 | 2                       |                           |                           |                           |                           |  |                         |                   |                   |                   |                   |  |                     |                   |                   |                   |                   |  |                  |                      |                      |                      |                      |  |
|  | Aprendices Casildenses    | 1                         | Aprendices Casildenses    | 0                         | 2 | 2                       | 1                         | 2                         |                           |                           |  |                         |                   |                   |                   |                   |  |                     |                   |                   |                   |                   |  |                  |                      |                      |                      |                      |  |
|  | Aprendices Casildenses    | 1                         |                           |                           |   |                         |                           |                           |                           |                           |  |                         |                   |                   |                   |                   |  |                     |                   |                   |                   |                   |  |                  |                      |                      |                      |                      |  |
|  | Alumni (Casilda)          | 1                         | 0                         | 1                         |   |                         |                           |                           |                           |                           |  |                         |                   |                   |                   |                   |  |                     |                   |                   |                   |                   |  |                  |                      |                      |                      |                      |  |
|  | Alumni (Casilda)          | 1                         | 0                         | 1                         |   | Aprendices Casildenses  | 1                         | 1                         | 2                         |                           |  |                         |                   |                   |                   |                   |  |                     |                   |                   |                   |                   |  |                  |                      |                      |                      |                      |  |
|  |                           |                           |                           |                           |   | Aprendices Casildenses  | 1                         | 1                         | 2                         |                           |  |                         |                   |                   |                   |                   |  |                     |                   |                   |                   |                   |  |                  |                      |                      |                      |                      |  |
|  |                           |                           | Argentino (Firmat)        | 0                         | 0 | 0                       |                           |                           |                           |                           |  |                         |                   |                   |                   |                   |  |                     |                   |                   |                   |                   |  |                  |                      |                      |                      |                      |  |
|  | Los Andes (A)             | 1                         | Argentino (Firmat)        | 0                         | 0 | 0                       | 3                         | 4                         |                           |                           |  |                         |                   |                   |                   |                   |  |                     |                   |                   |                   |                   |  |                  |                      |                      |                      |                      |  |
|  | Los Andes (A)             | 1                         |                           |                           |   |                         |                           |                           |                           |                           |  |                         |                   |                   |                   |                   |  |                     |                   |                   |                   |                   |  |                  |                      |                      |                      |                      |  |
|  | Argentino (Firmat)        | 6                         | 1                         | 7                         |   |                         |                           |                           |                           |                           |  |                         |                   |                   |                   |                   |  |                     |                   |                   |                   |                   |  |                  |                      |                      |                      |                      |  |
|  | Argentino (Firmat)        | 6                         | 1                         | 7                         |   |                         |                           |                           |                           |                           |  | Aprendices Casildenses  | 1                 | 2                 | 3                 |                   |  |                     |                   |                   |                   |                   |  |                  |                      |                      |                      |                      |  |
|  |                           |                           |                           |                           |   |                         |                           |                           |                           |                           |  | Aprendices Casildenses  | 1                 | 2                 | 3                 |                   |  |                     |                   |                   |                   |                   |  |                  |                      |                      |                      |                      |  |
|  |                           |                           | Sportivo Rivadavia (VT)   | 1                         | 1 | 2                       |                           |                           |                           |                           |  |                         |                   |                   |                   |                   |  |                     |                   |                   |                   |                   |  |                  |                      |                      |                      |                      |  |
|  | Totoras Juniors           | 3                         | Sportivo Rivadavia (VT)   | 1                         | 1 | 2                       | 6                         | 9                         |                           |                           |  |                         |                   |                   |                   |                   |  |                     |                   |                   |                   |                   |  |                  |                      |                      |                      |                      |  |
|  | Totoras Juniors           | 3                         |                           |                           |   |                         |                           |                           |                           |                           |  |                         |                   |                   |                   |                   |  |                     |                   |                   |                   |                   |  |                  |                      |                      |                      |                      |  |
|  | Independiente (CL)        | 0                         | 0                         | 0                         |   |                         |                           |                           |                           |                           |  |                         |                   |                   |                   |                   |  |                     |                   |                   |                   |                   |  |                  |                      |                      |                      |                      |  |
|  | Independiente (CL)        | 0                         | 0                         | 0                         |   | Totoras Juniors         | 1                         | 0                         | 1                         |                           |  |                         |                   |                   |                   |                   |  |                     |                   |                   |                   |                   |  |                  |                      |                      |                      |                      |  |
|  |                           |                           |                           |                           |   | Totoras Juniors         | 1                         | 0                         | 1                         |                           |  |                         |                   |                   |                   |                   |  |                     |                   |                   |                   |                   |  |                  |                      |                      |                      |                      |  |
|  |                           |                           | Sportivo Rivadavia (VT)   | 0                         | 3 | 3                       |                           |                           |                           |                           |  |                         |                   |                   |                   |                   |  |                     |                   |                   |                   |                   |  |                  |                      |                      |                      |                      |  |
|  | Centenario (VT)           | 0                         | Sportivo Rivadavia (VT)   | 0                         | 3 | 3                       | 3                         | 3                         |                           |                           |  |                         |                   |                   |                   |                   |  |                     |                   |                   |                   |                   |  |                  |                      |                      |                      |                      |  |
|  | Centenario (VT)           | 0                         |                           |                           |   |                         |                           |                           |                           |                           |  |                         |                   |                   |                   |                   |  |                     |                   |                   |                   |                   |  |                  |                      |                      |                      |                      |  |
|  | Sportivo Rivadavia (VT)   | 2                         | 2                         | 4                         |   |                         |                           |                           |                           |                           |  |                         |                   |                   |                   |                   |  |                     |                   |                   |                   |                   |  |                  |                      |                      |                      |                      |  |
|  | Sportivo Rivadavia (VT)   | 2                         | 2                         | 4                         |   |                         |                           |                           |                           |                           |  |                         |                   |                   |                   |                   |  |                     |                   |                   |                   |                   |  |                  |                      |                      |                      |                      |  |
|  |                           |                           |                           |                           |   |                         |                           |                           |                           |                           |  |                         |                   |                   |                   |                   |  |                     |                   |                   |                   |                   |  |                  |                      |                      |                      |                      |  |

- Nota: En cada llave, el equipo que ocupa la primera línea es el que define la serie como local.

### Dieciseisavos de final
| Fechas                   | Local en la ida                | Global       | Local en la vuelta            | Ida | Vuelta |
| ------------------------ | ------------------------------ | ------------ | ----------------------------- | --- | ------ |
| 2 y 9 de junio           | Santa Paula (Gálvez)           | 0:6          | Polideportivo José Arijón     | 0:3 | 0:3    |
| 2 y 9 de junio           | Argentino (San Carlos)         | 0:0 (3:1 p.) | Juventud (Esperanza)          | 0:0 | 0:0    |
| 2 y 9 de junio           | Atlético de Rafaela            | 10:3         | Atlético Selva                | 4:1 | 6:2    |
| 2 y 8 de junio           | San Martín (Monte Vera)        | 0:5          | Libertad (Sunchales)          | 0:1 | 0:4    |
| 2 y 9 de junio           | Defensores de La Costa         | 3:2          | Adelante Reconquista          | 0:1 | 3:1    |
| 1 y 9 de junio           | Racing El Campesino            | 2:0          | Tiro Federal (Las Toscas)     | 1:0 | 1:0    |
| 1 y 8 de junio           | Carlos Gardel (Calchaquí)      | 3:4          | Gimnasia (Vera)               | 2:1 | 1:3    |
| 2 y 8 de junio           | La Salle Jobson                | 3:5          | Unión (Santa Fe)              | 1:3 | 2:2    |
| 29 de mayo y 13 de junio | Defensores de Sportsman        | 4:3          | Defensores de Armstrong       | 2:1 | 2:2    |
| 2 y 7 de junio           | Unión San Pedro                | 6:0          | Americano (Carlos Pellegrini) | 2:0 | 4:0    |
| 2 y 9 de junio           | Social Lux                     | 3:4          | ADIUR                         | 2:1 | 1:3    |
| 1 y 8 de junio           | Santa Catalina (C. Bermúdez)   | 2:4          | Defensores de Barrio Vila     | 2:4 | 0:0    |
| 2 y 9 de junio           | Alumni (Casilda)               | 1:2          | Aprendices Casildenses        | 1:1 | 0:1    |
| 2 y 8 de junio           | Argentino (Firmat)             | 7:4          | Los Andes (Alcorta)           | 6:1 | 1:3    |
| 2 y 16 de junio          | Independiente (Chañar Ladeado) | 0:9          | Totoras Juniors               | 0:3 | 0:6    |
| 1 y 8 de junio           | Sportivo Rivadavia (VT)        | 4:3          | Centenario (Venado Tuerto)    | 2:0 | 2:3    |

### Octavos de final
| Fechas                   | Local en la ida           | Global | Local en la vuelta        | Ida | Vuelta |
| ------------------------ | ------------------------- | ------ | ------------------------- | --- | ------ |
| 23 y 30 de junio         | Argentino (San Carlos)    | 2:0    | Polideportivo José Arijón | 1:0 | 1:0    |
| 22 y 30 de junio         | Libertad (Sunchales)      | 1:7    | Atlético de Rafaela       | 1:4 | 0:3    |
| 23 y 29 de junio         | Racing El Campesino       | 2:6    | Defensores de La Costa    | 1:1 | 1:5    |
| 22 de junio y 6 de julio | Unión (Santa Fe)          | 10:0   | Gimnasia (Vera)           | 6:0 | 4:0    |
| 23 y 30 de junio         | Unión San Pedro           | 0:7    | Defensores de Sportsman   | 0:3 | 0:4    |
| 23 y 30 de junio         | Defensores de Barrio Vila | 4:17   | ADIUR                     | 3:7 | 1:10   |
| 17 y 20 de junio         | Argentino (Firmat)        | 0:2    | Aprendices Casildenses    | 0:1 | 0:1    |
| 23 y 30 de junio         | Sportivo Rivadavia (VT)   | 3:1    | Totoras Juniors           | 0:1 | 3:0    |

### Cuartos de final
| Fechas           | Local en la ida         | Global | Local en la vuelta      | Ida | Vuelta |
| ---------------- | ----------------------- | ------ | ----------------------- | --- | ------ |
| 14 y 20 de julio | Atlético de Rafaela     | 12:2   | Argentino (San Carlos)  | 7:1 | 5:1    |
| 13 y 21 de julio | Unión (Santa Fe)        | 4:3    | Defensores de La Costa  | 2:1 | 2:2    |
| 14 y 21 de julio | ADIUR                   | 8:2    | Defensores de Sportsman | 4:0 | 4:2    |
| 14 y 21 de julio | Sportivo Rivadavia (VT) | 2:3    | Aprendices Casildenses  | 1:1 | 1:2    |

### Semifinales
| Fechas           | Local en la ida        | Global | Local en la vuelta  | Ida | Vuelta |
| ---------------- | ---------------------- | ------ | ------------------- | --- | ------ |
| 7 y 25 de agosto | Unión (Santa Fe)       | 2:1    | Atlético de Rafaela | 1:1 | 1:0    |
| 4 y 11 de agosto | Aprendices Casildenses | 2:4    | ADIUR               | 0:3 | 2:1    |

### Final
| Fechas               | Local en la ida | Global | Local en la vuelta | Ida | Vuelta |
| -------------------- | --------------- | ------ | ------------------ | --- | ------ |
| 1 y 15 de septiembre | ADIUR           | 4:7    | Unión (Santa Fe)   | 3:1 | 1:6    |

|                                      |
|                                      |
| Campeón Unión (Santa Fe) 3.er título |